# Расследование преступлений
Расследование преступлений — деятельность специально уполномоченных государственных органов по получению сведений о действии или бездействии, имеющих признаки преступления, установлению события и состава преступления, изобличению виновных в его совершении лиц, принятию мер по возмещению причинённого преступлением ущерба, выявлению причин и условий, способствовавших совершению преступления.

## Римское право
В римском праве судебное производство распадалось на два отдела: предварительное производство (in iure), заменявшее собой современное предварительное следствие и предание суду, и окончательное (in iudicio). Предварительное разбирательство в конце республиканского периода состояло в том, что обвинитель являлся к претору или вообще председателю соответствующего суда и просил разрешения начать уголовное преследование (postulatio); затем следовало более точное указание обвиняемого и совершенного им преступления (nominis vel criminis delatio), причем вызывался и обвиняемый, подвергавшийся допросу (interrogatio) по главным пунктам обвинения как со стороны обвинителя, так и судьи. После этого составлялся окончательный протокол, в котором определялось преступление, время и место его совершения и виновное в нём лицо (inscriptio). На основании этого протокола делалось постановление о принятии дела к разбирательству (nominis receptio) и назначался день судебного заседания. С этого момента лицо, против которого было начато преследование, становилось обвиняемым и теряло право быть свидетелем и избираться в должности, а обвинитель мог требовать полномочия на собирание доказательств, вызов свидетелей и т. д. В период империи (до смерти Юстиниана) предварительное производство значительно изменилось вследствие постепенного усиления в процессе следственного, разыскного начала.
Предъявление обвинения было соединено с его окончательным принятием. Положение обвиняемого также изменилось; он стал подвергаться как большим ограничениям в правах, так обыкновенно и строгому предварительному заключению.

## Средневековая Европа
Постепенно уменьшалась гласность производства (с начала V стол.), увеличивалась письменность; прежнее право каждого гражданина предъявлять обвинение стало сокращаться. Изменившиеся условия общественной жизни постепенно привели к передаче преследования в руки представителей судебной власти; исполнение обязанностей обвинителя, не представлявшее раньше ничего предосудительного, стало считаться позорным. Это объясняется характером деятельности обвинителей ещё в конце республиканского периода, когда среди них все чаще и чаще стали появляться люди, преследовавшие только свои личные, корыстные интересы. В древнем германском праве, как и в римском, процесс был строго обвинительным. Все предварительное производство состояло первоначально в торжественном вызове обвиняемого на суд в присутствии свидетелей; задержан он мог быть только вслед за совершением преступления.
С XI в. основанием для начала преследования, наряду с обвинением, стал служить донос, по которому судья должен был начать уголовное преследование ex officio. Значительное влияние на процесс в государствах, образованных германскими племенами, имело каноническое право. Сначала в церковных судах, как и в светских, уголовный процесс начинался при наличии обвинителя (за исключением преступлений, ставших общеизвестными).
Папа Иннокентий III расширил и укрепил процесс по расследованию (inquisitio; см. Разыскной процесс). Все действия судьи и показания протоколировались в виду возможности апелляции; процесс per inquisitionem стал письменным и тайным (последнее — вследствие желания церкви избегать соблазна, вызываемого проступками духовных лиц). Формы следственного производства тем легче могли утвердиться именно в каноническом праве, что оно опиралось на римское, в котором следственное начало приобрело при императорах значительное влияние.
В XIII в. распространился обычай посылать особых следователей для допроса свидетелей на месте; такое предварительное исследование могло производиться без бытности подсудимого и без предоставления ему права вызывать свидетелей и предъявлять доказательства (aprise). В сочинениях светских юристов той эпохи встречается уже признание форм следственного производства (Albertus de Gandino, «Libellus super maleficiis»), причем предварительное производство подразделяется на inquisitio generalis и specialis. Инквизиционное предварительное С. стало окончательно господствующим в XV—XVI в.

## Новое время в Европе
Во Франции оно получило полную формулировку в законе 1670 г., сохранившем силу до великой французской революции. Начало уголовного преследования по этому закону обусловливалось доносом, жалобой или распоряжением судебной власти, в силу которого начиналось предварительное следствие (information), предоставленное исключительно судебным органам. Судья, начав Следствие, должен был вести его в строжайшей тайне и письменно. Свидетели допрашивались отдельно, в присутствии только судьи, производившего Следствие, и его секретаря. Обвиняемый также допрашивался отдельно и в тайне, причём его допросу придавалось особое значение. При С. употреблялась пытка. Законченное предварительное С. сообщалось прокурору и гражданским истцам на их заключение, и затем уже дело разрешалось окончательно.
В Германии по уголовному уложению Карла V (1532) разбирательство сохранило только внешность обвинительного процесса, сущность же его заключалась в применении следственного начала.
Исследование преступления ex officio формально уравнивалось с преследованием по обвинению, но на самом деле первое господствовало. Окончательное разбирательство имело мало значения: дело разрешалось при предварительном С. В этом направлении предварительное Следствие развивалось и дальше; все усилия его, при господстве тайны и письменности, клонились к получению сознания подсудимого, хотя бы путём применения физического воздействия (пытки) и всевозможных уловок со стороны судьи. Полное выражение инквизиционное предварительное Следствие (в смягчённом виде) получило в баварском уложении 1813 г. Оно делилось на общее и специальное; последнее должно было производиться по особому постановлению суда, после которого подозреваемый переходил в разряд обвиняемых. В такой форме предварительное Следствие просуществовало в Германии до половины настоящего столетия.

## Россия
В древней Руси процесс уголовный и гражданский был обвинительным; все зависело от деятельности заинтересованных лиц; никаких твёрдо разграниченных ступеней судопроизводства не было. В Московском государстве впервые рядом с обвинительным процессом становится следственный и делается различие между судом и сыском. Последний является сначала экстраординарным средством, применяемым к лихим людям, уголовное преследование в таком случае начиналось по инициативе власти. Здесь уже можно различить, хотя и не вполне определённо, предварительное производство, состоявшее в собирании материала для судебного рассмотрения. Важнейшими средствами этого собирания были вначале обыск и пытка. Со времени Петра Великого к нам переносятся западные формы процесса, усиливается значение тайны и письменности; предписывается, напр., не сообщать обвиняемым в важнейших преступлениях пунктов обвинения. По воинским процессам предварительное С. отделяется от окончательного; главными его средствами остаются допрос с пристрастием и пытка; заканчивается оно постановлением заключения (сентенции), в которое вносятся все собранные доказательства. Петровское законодательство просуществовало, с некоторыми изменениями, до судебных уставов 1864 г.
Согласно данным судебным уставам, произошло большее (хотя и не окончательное) разграничение функций суда и обвинения (см. Разыскной процесс).

## Расследование преступлений в современной России
В российском праве расследование преступлений представляет собой досудебную стадию производства по уголовному делу — предварительное расследование, которое может производиться в форме дознания или предварительного следствия. Судебное следствие производится на судебной стадии и потому не является этапом или частью предварительного расследования по уголовному делу.
Определение дознания и следствия в УПК РФ не содержится, вместе с тем, расследование в форме предварительного следствия может осуществляться при производстве по любому уголовному делу. Следователь при производстве предварительного следствия обладает всеми процессуальными полномочиями, предусмотренными уголовно-процессуальным законодательством. Производство предварительного расследования в форме дознания осуществляется исключительно при расследовании уголовных дел о преступлениях, перечень составов которых указан в части 3 статьи 150 и части 3 статьи 151 УПК РФ. Дознание по уголовным делам представляет собой несколько упрощённую форму предварительного расследования по уголовному делу, например при производстве расследования в форме дознания, лицо, подозреваемое в совершении преступления, обычно не привлекается в качестве обвиняемого, а по окончании расследования дознаватель составляет обвинительный акт, который по своей сути заменяет процедуру привлечения в качестве обвиняемого и по юридической технике проще, чем обвинительное заключение в предварительном следствии.
Такое разделение происходит из исторического (унаследованного из римского права) разделения предварительного следствия на общее (inquisitio generalis) — исследование события преступления и розыск его совершителя, — и специальное (inquisitio specialis) — направленное против определённого лица и имевшее целью установить его виновность или невиновность; последнее предполагало наличность серьёзных подозрений.
Федеральным законом РФ от 04.03.2013 N 23-ФЗ введена новая и дополнительная разновидность дознания — дознание в сокращенной форме (глава 32.1 УПК РФ).
До 1917 г. в России дознанием занимались органы полиции, а следствие являлось прерогативой суда (то есть следователи были судебными сотрудниками), при этом полиция играла вспомогательную роль.
По состоянию на 2016 г. органы дознания имеются в составе МВД, ФССП, МЧС, Таможенных органах и иных органов, уполномоченных федеральным законом на осуществление дознания, а органы следствия — в составе МВД, ФСБ, и Следственного комитета Российской Федерации.

### Участие в расследовании преступлений гражданских лиц
В расследовании преступлений могут принимать участие граждане, не являющиеся сотрудниками правоохранительных или судебных органов. Обычно это гражданские истцы (ч. 1 ст. 44 УПК РФ) или гражданские ответчики (ч. 1 ст. 54 УПК РФ), а также их представители.
Как гражданскому истцу, так и гражданскому ответчику предоставлены значительные права по участию в уголовном судопроизводстве, которые они могут реализовать как в ходе расследования преступления, так и при судебном разбирательстве. Гражданский истец может «участвовать с разрешения следователя или дознавателя в следственных действиях, производимых по его ходатайству, либо ходатайству его представителя» (п. 10 ч. 4 ст. 44 УПК РФ).
Как и потерпевший, гражданский истец, так и гражданский ответчик могут иметь представителя, который пользуется теми же правами, что и представляемое им лицо (ч. 3 ст. 45 и ч. 2 ст. 55 УПК РФ). Представителем гражданского истца (физического лица) может быть адвокат, а при рассмотрении дела мировым судьёй, последний, по ходатайству гражданского истца, может допустить в качестве представителя родственника или иное лицо (ч. 1 ст. 45 УПК РФ). Представителем гражданского ответчика помимо адвоката, на основании определения суда или постановления судьи, прокурора, следователя, дознавателя, в качестве такого могут быть близкий родственник или иное лицо, о допуске которых ходатайствует гражданский ответчик (ч. 1 ст. 55 УПК РФ).
Участие представителя гражданского истца и гражданского ответчика в расследовании преступлений полезно не только в связи с оказанием ими юридической помощи представляемым лицам, но и в том, что существенная помощь оказывается и следователю, который часто не в состоянии уделять достаточно внимания обоснованию иска или установлению всех деталей преступления и ущерба от него.

### Критика расследования преступлений
Согласно уголовно-процессуальному законодательству в России перед возбуждением уголовного дела производится проверка сообщения о преступлении в порядке статей 144—145 уголовно-процессуального кодекса РФ, которая представляет собой процессуальную форму познания, осуществляемого следователем, дознавателем или иным должностным лицом органа дознания с целью принятия решения о возбуждении уголовного дела или об отказе в возбуждении уголовного дела.
Далее, после возбуждения уголовного дела, следователь, дознаватель осуществляет процессуальную деятельность для установления обстоятельств, подлежащих доказыванию, которые предусмотрены статьёй 73 УПК РФ.
При передаче уголовного дела в суд стороны осуществляют процессуальную деятельность, исследуют доказательства на предмет относимости, допустимости и достоверности.
В итоге существуют три отдельных друг от друга процесса, в которых осуществляется доказывание. На стадии возбуждения уголовного дела должностное лицо доказывает состав преступления «самому себе», на стадии предварительного расследования следователь или дознаватель доказывает наличие состава прокурору, прокурор, после утверждения обвинительного заключения (акта), доказывает то же самое в суде.
Такое положение дел порождает множество дискуссий среди учёных-юристов. С одной стороны, исключение предварительного расследования из уголовного процесса (как, например, в США, где отсутствует даже институт понятых) может упростить и ускорить производство по уголовным делам, а также избавить должностных лиц от бессмысленных процессуальных действий по уголовным делам о преступлениях, если не установлено лицо их совершившее. С другой стороны подобные изменения в уголовном процессе могут привести к взрыву нарушений прав граждан, что несомненно будет происходить по причине несовершенства отчетности в органах дознания и предварительного следствия.
В 2018 году президент Путин отметил плохую работу российского следствия, несмотря на то, что особый порядок существенно разгрузил правоохранительные органы. «При таких минимальных нагрузках мы вправе требовать принципиально иного уровня законности»,— утверждал Путин. «Впервые на коллегии президент РФ дал очень жесткую оценку следственным органам, тому, как они работают», высказал удовлетворение по поводу сказанного Путиным Генеральный прокурор РФ Юрий Чайка, тогда же генеральный прокурор Чайка сказал, по мнению «Коммерсанта», сенсационную фразу:

«Следствие деградирует, для многих российских следователей „уголовно-процессуальное законодательство“ и „материальное право“ — это космос.<…> Ещё 20-25 лет назад между следователем и преступником шла борьба интеллектов, а сейчас все очень просто — СИЗО и особый порядок рассмотрения».— «Коммерсантъ FM» от 22.02.2018
Некоторые обозреватели крайне скептически отнеслись к искренности Чайки в его критике следствия, поскольку санкции на следственные действия, в том числе по особому порядку, дает сама прокуратура. В этой связи, ранее, Владимир Маркин, отвечая на антологичные упреки Путина о низком качестве следствия по экономическим делам, оправдывался так: «Для этого и существует ещё один, если так можно выразиться фильтр в виде надзорного ведомства, позволяющий уже на ранней стадии контролировать законность решений, принимаемых следствием».

## Расследование преступлений в других странах
В странах Западной Европы, в США и Канаде разделение на следствие и дознание не практикуется.
Более того, в государствах, основанных на англосаксонской системе права, например в США, предварительное следствие и дознание по уголовным делам не производится ввиду отсутствия таких процедур в уголовном процессе.
Производство расследований в США имеет много общего с проверкой сообщений о преступлениях в порядке ст. 144—145 УПК РФ. Проще говоря, должностное лицо, осуществляющее расследование в США собирает материал, который при наличии достаточных данных полагать, что конкретное лицо совершило конкретное преступление, передаётся прокурору, который принимает решение о выдвижении обвинения. При этом какие-либо процессуальные процедуры, направленные на доказывание, в ходе расследования не производятся.

## Распространённые заблуждения, связанные с расследованием преступлений
В связи с широким распространением различных зарубежных детективных фильмов и сериалов, показывающих деятельность полиции и иных правоохранительных органов в государствах с англосаксонской системой права, жители России приобрели множество различных стереотипов о работе правоохранительных органов. Например, в США, согласно решению Верховного Суда Миранда против Аризоны (1966), полицейский обязан немедленно сказать задержанному о его праве сохранять молчание, о том, что любые показания, данные полицейскому, могут быть использованы против задержанного во время последующего суда и о том, что задержанный имеет право нанять адвоката или потребовать быть представленным в суде государственным адвокатом. Ничего подобного российский полицейский не обязан говорить задержанному.
Российская кинопродукция также изобилует большим количеством ошибок и неточностей, откровенных заимствований у зарубежных «собратьев».
Существенно размыто разграничение должностей следователей и работников иных правоохранительных органов. Не проводится различие между следственными действиями и оперативно-разыскными мероприятиями.
Также широко распространено несоответствие отдельных «юридических» формулировок, совершаемых действий действующему законодательству. Современное уголовно-процессуальное право предусматривает единственный уполномачивающий документ, носящий название «ордер» — это обычно небольшой листок бумаги, посредством которого адвокат входит в процесс в качестве защитника. В настоящее время прокурор не даёт санкцию на совершение определённых процессуальных и оперативно-разыскных действий, для их совершения требуется соответствующее судебное решение и пр., в том числе такие откровенные и грубые ошибки как «непредумышленное убийство», «следователь уголовного розыска (криминальной полиции)» и т. д.